# Principi de contradicció
|  | Aquest article tracta sobre el principi jurídic. Si cerqueu precepte de la lògica i la filosofia, vegeu «principi de no contradicció». |

El principi de contradicció o principi contradictori, en dret processal, és un principi jurídic fonamental del procés judicial modern. Implica la necessitat d'una dualitat de parts que sostenen posicions jurídiques oposades entre si, de manera que el tribunal encarregat d'instruir el cas i dictar sentència no ocupa cap postura en el litigi, limitant-se a jutjar de manera imparcial concorde a les pretensions i al·legacions de les parts.
Segons aquest principi, el procés és una controvèrsia entre dues parts contraposades: el demandant i el demandat. El jutge, per la seva banda, és l'àrbitre imparcial que ha de decidir en funció de les al·legacions de cadascuna de les parts.
Aquest principi sol aplicar-se més en dret privat que en dret públic (donada la igualtat existent entre les parts, i la idea de no ingerència en assumptes privats). No obstant això, en ordenaments de dret anglosaxó, és habitual que el principi funcioni també per a l'àmbit del dret penal, sent llavors el demandant la fiscalia. El jutge, un cop més, seria una part independent del procés.
D'altra banda, el principi de contradicció exigeix que ambdues parts puguin tenir els mateixos drets de ser escoltats i de practicar proves, amb la finalitat que cap de les parts es trobi indefensa enfront de l'altra. Requereix una igualtat.

## Regulació per país

### El Salvador
Aquest està regulat com a Principi de defensa i contradicció (al codi processal civil i mercantil) a l'article 4, expressa: "El subjecte contra qui es dirigeixi la pretensió té dret a defensar-se en el procés,intervenint en les actuacions i articulant els mitjans de prova pertinents. En tot cas, cada part té dret a comptar amb l'oportunitat d'exposar la seva argumentació i rebatre la de la contrària, i només quan expressament ho disposi la llei podran adoptar-se decisions sense sentir prèviament a una de les parts."

### Espanya
El principi de contradicció a Espanya exigeix, com a requisit previ a l'actuació d'una pretensió (o exigència d'un dret al jutge), l'audiència de la persona enfront de qui aquesta pretensió es dirigeix, concedint-li els mitjans de defensa que estimi pertinents.
El compliment d'aquesta exigència s'obté no tant amb l'audiència efectiva de la part com amb la concessió de la possibilitat d'actuar en el procés, encara que no l'aprofiti.
El principi de contradicció (a Espanya) emana del precepte constitucional de l'article 24 de la Constitució espanyola de 1978 que, en establir el dret a un procés "amb totes les garanties”, remet a la primera d'elles, que consisteix que ningú pot ser condemnat sense ser sentit.
En l'ordenament processal civil espanyol el principi de contradicció està present al llarg de tots els procediments, en qualsevol de les seves instàncies. D'aquesta manera, l'existència de la contradicció constitueix la nota essencial diferenciadora entre les denominades jurisdiccions "voluntària" i "contenciosa", trobant-se implícit aquest principi en totes les actuacions del procés civil, ja sigui en la fase d'al·legacions, prova o conclusions.
No pot considerar-se excepció al principi d'audiència la característica del procés d'execució que dona lloc al fet que es despatxi l'execució i es procedeixi a l'embargament dels béns del deutor abans d'haver-ho oïda, doncs tals actes obeeixen a la necessitat d'evitar la frustració de la fi del procés, explicant l'executat amb la possibilitat d'oposar-se a l'execució.